# Campionati italiani estivi di nuoto 2000
I Campionati italiani estivi di nuoto 2000 si sono svolti a Monfalcone, nella piscina comunale tra il 1º agosto e il 5 agosto 2000. Alle gare erano iscritti 450 nuotatori.

## Podi

### Uomini
| Evento               | Oro                                                                                                 | Tempo    | Argento                                                                                                | Tempo    | Bronzo                                                                          | Tempo    |
| Stile libero         | |          | |          |                                                                                 |          |
| 50 m                 | Lorenzo Vismara                                                                                     | 23"02    | René Gusperti                                                                                          | 23"36    | Pietro Deriu                                                                    | 23"64    |
| 100 m                | Lorenzo Vismara                                                                                     | 50"44    | Stefano Linda                                                                                          | 51"30    | Klaus Lanzarini                                                                 | 51"57    |
| 200 m                | Emiliano Brembilla                                                                                  | 1'50"46  | Federico Cappellazzo                                                                                   | 1'51"16  | Matteo Pelliciari                                                               | 1'51"57  |
| 400 m                | Emiliano Brembilla                                                                                  | 3'52"15  | Andrea Righi                                                                                           | 3'52"79  | Federico Cappellazzo                                                            | 3'53"85  |
| 1500 m               | Emiliano Brembilla                                                                                  | 15'25"00 | Simone Ercoli                                                                                          | 15'27"70 | Simone Paladino                                                                 | 15'54"52 |
| Dorso                | |          | |          |                                                                                 |          |
| 50 m                 | Luis Alberto Laera                                                                                  | 26"42    | Emanuele Merisi                                                                                        | 26"82    | Daniele De Paolis                                                               | 27"18    |
| 100 m                | Luis Alberto Laera                                                                                  | 56"73    | Emanuele Merisi                                                                                        | 57"22    | Luca Masnadi                                                                    | 57"78    |
| 200 m                | Emanuele Merisi                                                                                     | 2'02"09  | Giuliano D'Arienzo                                                                                     | 2'04"44  | Mirko Mazzari                                                                   | 2'04"72  |
| Rana                 | |          | |          |                                                                                 |          |
| 50 m                 | Domenico Fioravanti                                                                                 | 28"96    | Olivier Vincenzetti                                                                                    | 29"30    | Davide Cassol                                                                   | 29"51    |
| 100 m                | Domenico Fioravanti                                                                                 | 1'02"41  | Davide Rummolo                                                                                         | 1'03"45  | Michele Vancini                                                                 | 1'04"26  |
| 200 m                | Davide Rummolo                                                                                      | 2'15"51  | Domenico Fioravanti                                                                                    | 2'16"55  | Michele Vancini                                                                 | 2'19"23  |
| Farfalla             | |          | |          |                                                                                 |          |
| 50 m                 | Luca Belfiore                                                                                       | 24"99    | Mattia Nalesso                                                                                         | 25"31    | Dino Urgias                                                                     | 25"35    |
| 100 m                | Luca Gardonio                                                                                       | 55"10    | Dino Urgias                                                                                            | 55"30    | Mattia Nalesso                                                                  | 55"39    |
| 200 m                | Samuele Pampana                                                                                     | 2'03"88  | Christian Galenda                                                                                      | 2'04"02  | Alessandro Benvisto                                                             | 2'04"08  |
| Misti                | |          | |          |                                                                                 |          |
| 200 m                | Alessio Boggiatto                                                                                   | 2'03"21  | Domenico Fioravanti                                                                                    | 2'03"50  | Davide Cassol                                                                   | 2'04"89  |
| 400 m                | Alessio Boggiatto                                                                                   | 4'19"25  | Marco Bellino                                                                                          | 4'26"05  | Moreno Gallina                                                                  | 4'27"77  |
| Staffette            | |          | |          |                                                                                 |          |
| 4x100 m stile libero | Gruppo Nuoto Fiamme Gialle A René Gusperti Emanuele Bartoleschi Klaus Lanzarini Lorenzo Vismara     | 3'27"80  | Centro Sportivo Carabinieri A Emiliano Brembilla Alessandro Bacchi Luis Alberto Laera Mauro Gallo      | 3'30"14  | Riviera nuoto Dolo Mattia Nalesso Fabio Gallo Gianluca Ermeti Christian Galenda | 3'30"51  |
| 4x200 m stile libero | Centro Sportivo Carabinieri A Paolo Ghiglione Davide Bicchierini Samuele Pampana Emiliano Brembilla | 7'34"69  | Gruppo Nuoto Fiamme Gialle A Moreno Gallina Klaus Lanzarini Domenico Fioravanti Luca Baldini           | 7'42"47  | Etruria nuoto Andrea Volpini Filippo Malloggi Marco Maccianti Simone Ercoli     | 7'46"48  |
| 4x100 m mista        | Gruppo Nuoto Fiamme Gialle A Giuliano D'Arienzo Domenico Fioravanti André Gusperti Lorenzo Vismara  | 3'47"68  | Centro Sportivo Carabinieri A Luis Alberto Laera Davide Rummolo Alessandro Benvisto Emiliano Brembilla | 3'47"99  | Snam Emanuele Merisi Davide Cassol Patrick Cervizzi Angelo Pellegatta           | 3'52"92  |

### Donne
| Evento               | Oro                                                                             | Tempo      | Argento                                                                                     | Tempo   | Bronzo                                                                         | Tempo   |
| Stile libero         |                                                                                 |            |                                                                                             |         |                                                                                |         |
| 50 m                 | Cristina Chiuso                                                                 | 26"09      | Lara Consolandi                                                                             | 26"38   | Luisa Striani                                                                  | 26"68   |
| 100 m                | Luisa Striani                                                                   | 56"37 - RI | Cristina Chiuso                                                                             | 56"61   | Sara Parise                                                                    | 57"22   |
| 200 m                | Sara Parise                                                                     | 2'00"91    | Cecilia Vianini                                                                             | 2'02"53 | Cristina Chiuso                                                                | 2'03"19 |
| 400 m                | Sara Goffi                                                                      | 4'15"77    | Simona Ricciardi                                                                            | 4'18"68 | Anna Simoni                                                                    | 4'19"54 |
| 800 m                | Simona Ricciardi                                                                | 8'48"68    | Fabiana Susini                                                                              | 8'49"07 | Melissa Pasquali                                                               | 8'53"43 |
| Dorso                |                                                                                 |            |                                                                                             |         |                                                                                |         |
| 50 m                 | Alessandra Cappa                                                                | 30"40      | Giorgia Gramillano                                                                          | 30"49   | Veronica Ranieri Alessia Regli                                                 | 30"96   |
| 100 m                | Alessandra Cappa                                                                | 1'03"33    | Federica Biscia                                                                             | 1'05"37 | Valentina De Nardi                                                             | 1'05"75 |
| 200 m                | Veronica Ranieri                                                                | 2'18"75    | Ilaria Colaiacomo                                                                           | 2'20"39 | Roberta Ioppi                                                                  | 2'20"52 |
| Rana                 |                                                                                 |            |                                                                                             |         |                                                                                |         |
| 50 m                 | Roberta Crescentini                                                             | 33"09      | Roberta Panara                                                                              | 33"18   | Sara Farina                                                                    | 33"58   |
| 100 m                | Sara Farina                                                                     | 1'12"38    | Giorgia Gramillano                                                                          | 1'12"85 | Roberta Panara                                                                 | 1'12"87 |
| 200 m                | Sara Farina                                                                     | 2'36"87    | Chiara Boggiatto                                                                            | 2'40"26 | Valentina Salvi                                                                | 2'40"72 |
| Farfalla             |                                                                                 |            |                                                                                             |         |                                                                                |         |
| 50 m                 | Cristina Maccagnola                                                             | 27"73      | Karina Vanni Chaillou                                                                       | 27"96   | Alessandra Cappa                                                               | 28"44   |
| 100 m                | Luisa Striani Cristina Maccagnola                                               | 1'01"97    |                                                                                             |         | Francesca Segat                                                                | 1'02"95 |
| 200 m                | Paola Cavallino                                                                 | 2'15"51    | Francesca Segat                                                                             | 2'15"96 | Veronica Rodà                                                                  | 2'16"48 |
| Misti                |                                                                                 |            |                                                                                             |         |                                                                                |         |
| 200 m                | Federica Biscia                                                                 | 2'18"86    | Chiara Negrini                                                                              | 2'20"45 | Veronica Massari                                                               | 2'23"98 |
| 400 m                | Paola Cavallino                                                                 | 4'54"24    | Chiara Negrini                                                                              | 4'56"66 | Eva Masetti                                                                    | 5'00"52 |
| Staffette            |                                                                                 |            |                                                                                             |         |                                                                                |         |
| 4x100 m stile libero | Aurelia Nuoto Simona Ricciardi Lucrezia Serrani Silvia Revelant Cristina Chiuso | 3'54"63    | Snam A Luisa Striani Adriana Dipace Alessandra Cassani Sara Cracco                          | 3'55"36 | DDS Lara Consolandi Roberta Panara Marianna Esposito Cecilia Vianini           | 3'55"73 |
| 4x200 m stile libero | Aurelia Nuoto Simona Ricciardi Silvia Revelant Lucrezia Serrani Cristina Chiuso | 8'30"60    | Rari Nantes Torino Pamela Giordano Giulia Maero Michela Crestani Laura La Piana             | 8'32"88 | Snam Luisa Striani Alessandra Cassani Sara Cracco Chiara Negrini               | 8'34"38 |
| 4x100 m mista        | Snam Sara Cracco Chiara Negrini Luisa Striani Alessandra Cassani                | 4'22"50    | Agip gas Nuoto Valentina De Nardi Roberta Crescentini Ombretta Ciampini Mariangela Zampella | 4'26"12 | Canottieri Aniene Laura Porchianello Ombretta Plos Ambra Migliori Sara Alfonsi | 4'30"32 |